# Љубиша Дунђерски
Љубиша Дунђерски (Добој, 26. мај 1972) бивши је српски и југословенски фудбалер. А тренутно је помоћни тренер Војводине. Он је постављен на ту позицију јер главни тренер Мирослав Тањга нема УЕФА Про лиценцу.

## Клупска каријера
Рођен је 26. маја 1972. године у Добоју. Играо је на позицији везног играча. У млађим категоријама наступао је за фудбалски клуб Младост из Бачког Јарка. Играо је за чачански Борац, док је пуну афирмацију доживео у новосадској Војводини.
Од 1997. наступао је у Италији за Аталанту где је оставио значајан траг. У Бергаму је провео пет година, а затим је играо за још два италијанска клуба Комо и Тревизо. Вратио се у новосадску Војводину 2004, а од 2006. до 2008. играо за друголигаша Нови Сад где је и завршио играчку каријеру.
Био је спортски директор Војводине током 2015. године. Крајем 2016. године постављен је на место спортског директора Спартака из Суботице. У септембру 2022. је постављен за шефа стручног штаба суботичког Спартака. Ту функцију је напустио 20. марта 2023. године.
Његов син је фудбалер Давид Дунђерски.

## Репрезентација
За репрезентацију СР Југославије наступио је на једном мечу, дана 10. фебруара 1997. против Хонг Конга на Карлсберг купу (3:1). Тадашњи Фудбалски савез Југославије је водио ову утакмицу као званичну међународну, али не и ФИФА.